# الطويلة (المحابشة)

تعديل مصدري - تعديل

الطويلة هي إحدى قرى عزلة المحابشة بمديرية المحابشة التابعة لمحافظة حجة، بلغ تعداد سكانها 745 نسمة حسب تعداد اليمن لعام 2004.